# Oragua hebeta
Oragua hebeta är en insektsart som beskrevs av Young 1977. Oragua hebeta ingår i släktet Oragua och familjen dvärgstritar. Inga underarter finns listade i Catalogue of Life.